# Estremadura (Portogallo)

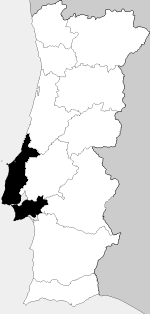
Antica provincia dell'Estremadura

L'Estremadura (pronuncia: [(ɨ)ʃtɾɨmɐˈduɾɐ]) era un'antica provincia (o regione naturale) del Portogallo, istituita formalmente con una riforma amministrativa del 1936. Le province non avevano alcuna funzione pratica e scomparvero con la costituzione del 1976.
Da non confondersi con l'Estremadura spagnola, il loro nome deriva probabilmente dalla stessa radice, data dal fatto che erano entrambe regioni di frontiera della cristianità durante la Reconquista, all'estremità segnata dal fiume Douro (Extrema Duris).
Confinava a nord est con la Beira Litorale, ad est con il Ribatejo e l'Alto Alentejo, a sud con il Basso Alentejo e ad ovest con l'Oceano Atlantico.
La regione contava 29 comuni, con la quasi totalità dei distretti di Leiria, Lisbona e Setúbal. Il suo capoluogo era Lisbona.
- Distretto di Leiria: Alcobaça, Bombarral, Caldas da Rainha, Marinha Grande, Nazaré, Óbidos, Peniche, Porto de Mós.
- Distretto di Lisbona: Alenquer, Arruda dos Vinhos, Cadaval, Cascais, Lisbona, Loures, Lourinhã, Mafra, Oeiras, Sintra, Sobral de Monte Agraço, Torres Vedras.
- Distretto di Setúbal: Alcochete, Almada, Barreiro, Moita, Montijo, Palmela, Seixal, Sesimbra, Setúbal